# Альтернативная комедия
Альтернативная комедия — термин, придуманный в 1980-х гг. для обозначения жанра комедии, который значительно отличался от основного комедийного жанра той эпохи, но также мог иногда встречаться в мультфильмах. Термин имеет разные значения в разных контекстах: в Великобритании он был использован для описания содержания, которое было «альтернативным» по отношению к «живой» комедии, которая нередко содержала расистский и сексистский материалы. В других контекстах, это способ, который является «альтернативным», то есть он избегает стандартной структуры построения шуток, где идет последовательность реплик и кульминаций. Паттон Освальт дал ей такое определение, как: «комедия, где в аудитории нет заданных ожиданий о толпе и наоборот. В комедийных клубах присутствовала определенная атмосфера — альтернативная комедия исследовала различные вопросы.»

В интервью на сайте The A.V. Club, после своего участия в комедийно-драматическом фильм 2011 года Бедная богатая девочка, Освальт заявил:
Я пришел с альтернативной сцены, где всегда говорилось: «Даже не пытайся, чувак. Просто иди дальше и забудь». Я думаю, что многие из этого идет от неуверенности. Это именно та мода импровизации и дилетантизма, которая происходит от неправильного высказывания к аудитории: «Что ж, не важно, если не получится, потому что я с самого начала даже не пытался.» Это как: «О, так вот почему ты не [пытаешься]. Если бы ты на самом деле очень старался и облажался, тогда ты должен был винить себя.» Именно это вызывает тяжесть у некоторых людей, просто сесть и выполнять чертову работу, потому что, если ты что-то делаешь, — это значит, что ты берешь на себя определенные обязательства.

## Соединенное Королевство Великобритании
Официальная история лондонского клуба Камеди Стор связывает имя комика и автора Тони Аллена с введением термина. Однако, в своей автобиографии, покойный Малкольм Харди утверждает, что придумал термин в 1978 году.
Альтернативная комедия возникла, чтобы описать подход к стендап комедии, которая не содержала ни расизма, ни сексизма, имела свободную форму выполнения и разрабатывалась самими комедиантами. Этот стиль выиграл в «гражданской войне» против традиционных комиков, которые также выступали в лондонском Камеди Стор на Дин-Стрит в Сохо с момента его открытия в мае 1979 года. Комики того времени, которые выступали в традиционных камеди-клубах, часто рассказывали шутки о женщинах и меньшинствах. Альтернативная комедия, которая развивалась из этих столкновений, больше походила на ответ комедии на панк.
Алексей Сейл, первый ведущий Камеди Стор, ввел сатирическую комедию, которая высмеивала левых. Еще один комедиант Тони Аллен нарушил табу личной и сексуальной политики, пока актер Кит Аллен сталкивал аудитории в бесстрашных сериях «показухи». Кроме того, Аллен сильно повлиял на развитие раннего кабаре, которое только начинало появляться. Когда новые комики, Тони Аллен и Алексей Сейл, стали достаточно популярными, они решили создать «Альтернативное Кабаре» вместе с другими постоянными комедиантами Камеди Стор. Их целью было создание нескольких альтернативных камеди-клубов в Лондоне в дополнение к их клубу на Ледброк-Гроув в Элгине, который с августа 1979 был их основным местом выступлений. Джим Барклай, Энди Де Ла Тур и Полин Мелвилл — основные участники «Альтернативного Кабаре» и стендаперы, которые поделились опытом работы в радикальном экспериментальном театре. Эта пара также внесла альтернативную комедию в Эдинбургский фестиваль, впервые выступив на нем в августе 1980 года с программой «Лейт Найт Альтернатив» («Вечер Альтернативы») в театре Гериот-Ватт. Вернувшись с концертом в 1981 году, «Альтернативное Кабаре» стало хитом критической комедии того года.
В еженедельном лондонском журнале Time Out Камеди Стор теперь называл себя «Домом Альтернативной Комедии» и сообщил, что «Альтернативное Кабаре» является их главным шоу. Они рекламировали себя, выступая в небольших пабах, которые в 1980-е годы возникли по всему Лондону и Соединенному Королевству. Новая комедия получила собственную колонку, под названием «Кабаре», в журналах для широкого круга читателей, сначала в City Limits, а 21 января 1983 и в Time Out. Другие организации, комики и предприниматели — в том числе группа жонглеров Марии Кемпинской, а также трупа Роланда и Клэр Малдун — сделали больше постоянных мест для выступлений, тем самым увеличив число выступлений в неделю от 24 в 1983 году до 69 в 1987 году.
Между тем, другая группа комиков покинула Камеди Стор во главе с Питером Ричардсоном, чтобы создать Комик Стрип и запустить свои собственные «Камеди Кабаре» шоу в октябре 1980 году в бульварном театре в Сохо на улице Волкерс Корт. Комик Стрип, изюминкой которого были дуэтные выступления комиков и скетч-шоу, состоял из выпускников Манчестерского университета и Королевской Центральной школы: Еда Эдмондсона, Рика Мэйолла, Найджела Планера, Доны Френч и Дженнифер Сондерс, которые стремились продемонстрировать свой талант на телевидении. Группа создала более 40 телевизионных фильмов для Ченел 4 и Би-би-си со заставкой Зе Комик Стрип Представляет.
Рик Мэйолл предложил Бену Элтону, который к тому времени стал следующим ведущим Камеди Стор, попробовать себя в роли его соавтора для популярного комедийного сериала на канале Би-Би-Си «Подрастающее поколение». Однако, Элтон получил славу именно после того, как стал ведущим нового комедийного шоу Saturday Live на Ченел 4. Как отметил автор Уильям Кук: "После того, как фильм «Подрастающее поколение» сделал его скрытым голосом альтернативной комедии, Saturday Live (Ченел 4) сделал его самым узнаваемым лицом альтернативной комедии ".
Комик и телеведущий Артур Смит отметил, что: "Если Тони Аллен, " Крестный отец Альтернативной Комедии «, был лишь теорией анархической комедии, то Малкольм Харди был ее бешеным воплощением». Харди больше любили в Танел Палладиум, который принадлежал корпорации The Mitre в Дептфорде в 1984-89 годах. Публика этого заведения была известна тем, что могла отпускать остроумные шутки и общалась с комиками во время шоу. Там он повлиял на ранние годы карьеры Вика Ривза и Боба Мортимера, Саймона Дэя, Криса Линам, Мартина Соана, Гарри Энфилда и многих других, кому он помог организовать их первые концерты. Малкольм Харди стал известен благодаря шоу Мартина Соана The Greatest Show on Legs (Лучше Шоу на ногах), а именно благодаря своей партии в легендарном выступлении под названием «Танец Голого Воздушного Шара». Он также получил славу, участвуя в различных шоу и розыгрышах во время Эдинбургского фестиваля.
На протяжении последних тридцати лет, почти каждый крупный британский комик начинал свою карьеру в альтернативных камеди-клубах, в том числе и Бен Элтон, Джо Брэнд, Джек Ди, Ли Эванс, Эдди Иззард, Гарри Хилл, Питер Кей, Джимми Карр и Росс Нобл.

## США

### Нью-Йорк
В Нью-Йорке, многое из того, что называют альтернативной комедией или «даунтаун камеди» осуществляется за пределами традиционных комедийных клубов, например, в театрах, таких как Театр Апрайт Ситизенс Бригейд, Театр Мегнит, Театры Зе Грик энд зе Кейв и Зе Пиплс Импрув, а также кабаре, в которых лишь изредка устраивают комедийные выступления. Комедианты на этих шоу представляют сюрреалистический юмор или шутки, связанные с какими-то персонажами, как противопоставление к жанру комедии, который высмеивает обыденные вещи или касается каких-либо полемических тем. Кроме того, многие альтернативные комики, такие как Деметри Мартин и дуэт Словин и Аллен, показывают свои шоу в необычном формате, включая во время их музыку, показывая презентации в формате PowerPoint или разыгрывая сценки. Многие альтернативные комики, такие как Сара Сильверман, Джанин Гарофало, и Тодд Бэрри также выступают в популярных местах для проведения комедии. Бар Луна Лаундж в Нью-Йоркском Нижнем Ист-Сайде, который не существует на сегодняшний день, был родиной для проведения знаменитых еженедельных серий стенд-ап выступлений в жанре альтернативной комедии, которые были разработаны совместно с Гарофало и с 1995 по 2005 годы назывались «Итин Ит» (дословно: «Съедая это»), а также, которые сыграли важную роль для таких людей, как Луи Си Кея, Джима Нортона, Теда Александро, Тодда Бэрри, Г. Джона Бенжамина, Грега Хиральдо, Патрика О’Нила, Паттона Освальта, Сары Вауел, Майка Бирбиглия, Марка Мэрона, Дэйва Шапелла, Розанны Барр, Сары Сильверман, Джанин Гарофало, и для многих других, пока собственность не была продана и снесена.
Уоррен Сент-Джон сказал, что «вдохновением» для альтернативной комедии в Нью-Йорке является Театр Апрайт Ситизенс Бригейд. Впервые группа была сформирована в театре Апрайт Ситизенс Бригейд в 1999 году в Челси. Четыре года спустя, в 2003, несколько исполнителей с Апрайт Ситизенс Бригейд отделились и создали свой собственный Театр Зе Пиплс Импрув. Сент-Джон также утверждает, что одна из причин, почему неординарные комики могут добиться успеха в Нью-Йорке, заключается в том, что им не надо работать неполный рабочий день, поскольку многие из них также работают как писатели на местных телевизионных камеди-шоу таких, как The Daily Show и the Late Show with David Letterman.

### Лос-Анджелес
Паттон Освальт отзывался о Дане Гулде, как о создателе сценической альтернативной комедии в начале девяностых годов, и который также называет Джанин Гарофало еще одним основателем сценической комедии. Бет Лапидес основал Не-Кабаретные шоу, которые были флагманом альтернативной комедии. Другими участниками сценического комедии были Боб Оденкирк, Дэвид Кросс, Грег Берендт, Энди Киндлер и Кэти Гриффин. 
Освальт был основателем альтернативной комедии на западном побережье. Он создал тур Зе Комедианс офф Камеди, который периодически выступал по всей Америке с 2004 по 2008 год в концертных залах. Освальт организовал первый тур, в котором участвовали Мария Бэмфорд, Зак Галифианакис и Брайан Посен.

## Южная Африка
В то время как южно-африканская комедия часто включает расистский или стереотипный юмор, альтернативная комедия в Южной Африке имеет тенденцию избегать таких тем. Трудно дать определение альтернативной комедии, но в ней могут быть табу, черный юмор, бессмыслицы, гики и многое другое, но в то же время из нее исключаются расистский, непристойный, стереотипный, южно-африканизированный (направленный против афро-американцев) юмор и другие темы, которые считаются популярными. Хотя комики этого жанра могут включать в свои выступления актуальные темы, но они не являются основными.
Трудно точно сказать, где все началось, но Йоханесбургский Андеграунд в Мелвилл был известен своим «острым» юмором, о котором узнали благодаря его основателю Джону Влисману. Камеди Андеграунд был плодовитой основой для развития альтернативного юмора с его политикой без правил. После закрытия Камеди Андеграунд в 2010 году, альтернативная комедия нашла новые места для проведения шоу, включая Театр Фоксвуд, Пиколинос и многие другие. Йоханнесбург остается родиной южно-африканской альтернативной комедии.
Одна из движущих сил растущего выдающегося положения альтернативной комедии — это Йоханнесбургский Картель Комедии, среди участников которого были Шон Вьюедж, Уоррен Робертсон, Витторио Леонарди и Алин Адамс. Другими южно-африканскими комиками, которые выступали в этом жанре, были Дейл Амлер, Рони Модимола, Марк Бэнкс и Влисмас. 
Мела Миллера можно справедливо считать одним из зачинателей альтернативного жанра комедии в Южной Африке. В течение апартеидной эры материалы Миллера считались «неподходящими» или радикальными и привели его к более чем одной схватке и задержанию Южно-Африканским Бюро Государственной Безопасности.